# Hesketh 308E

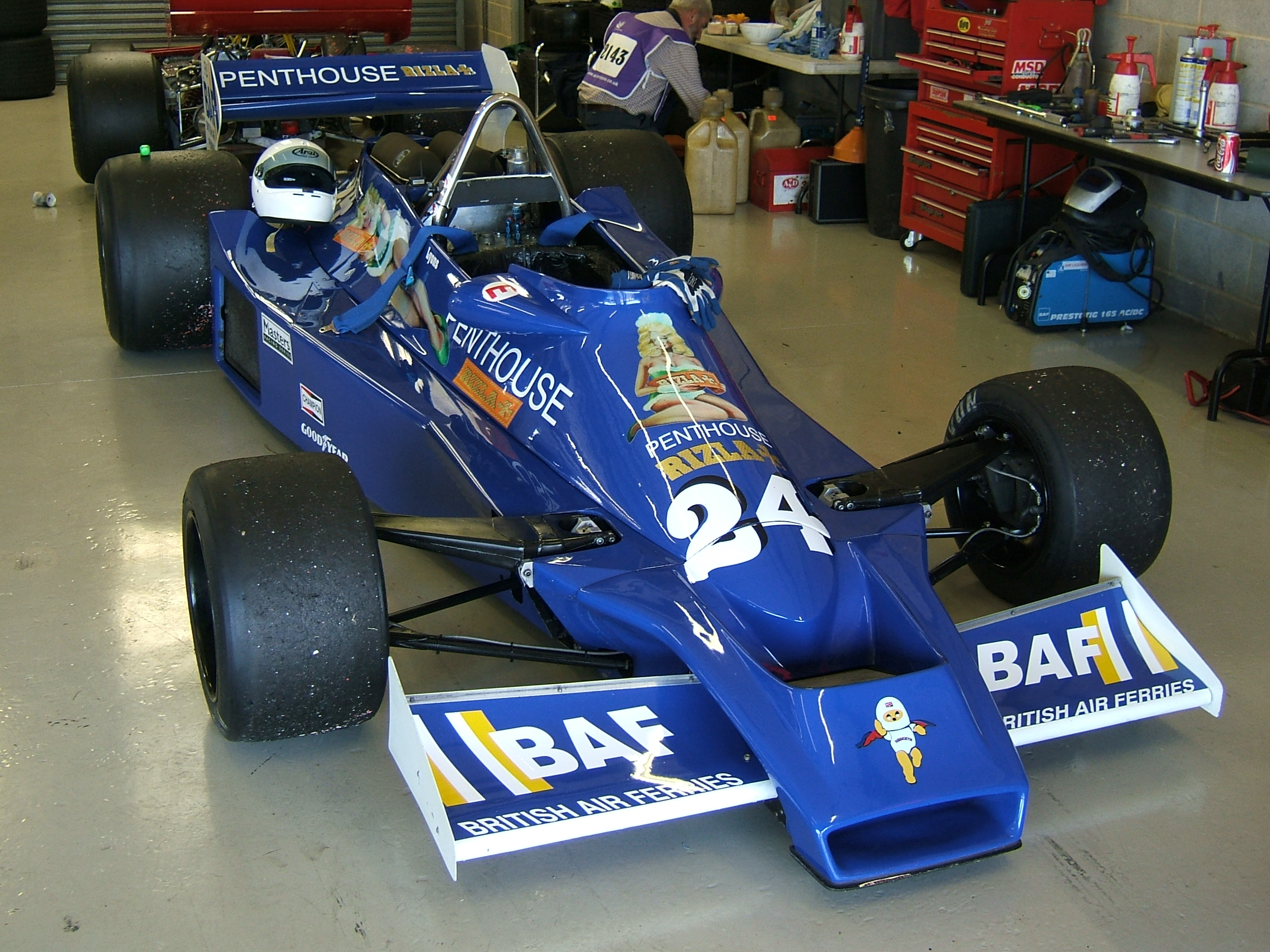
El Hesketh 308E en un taller.

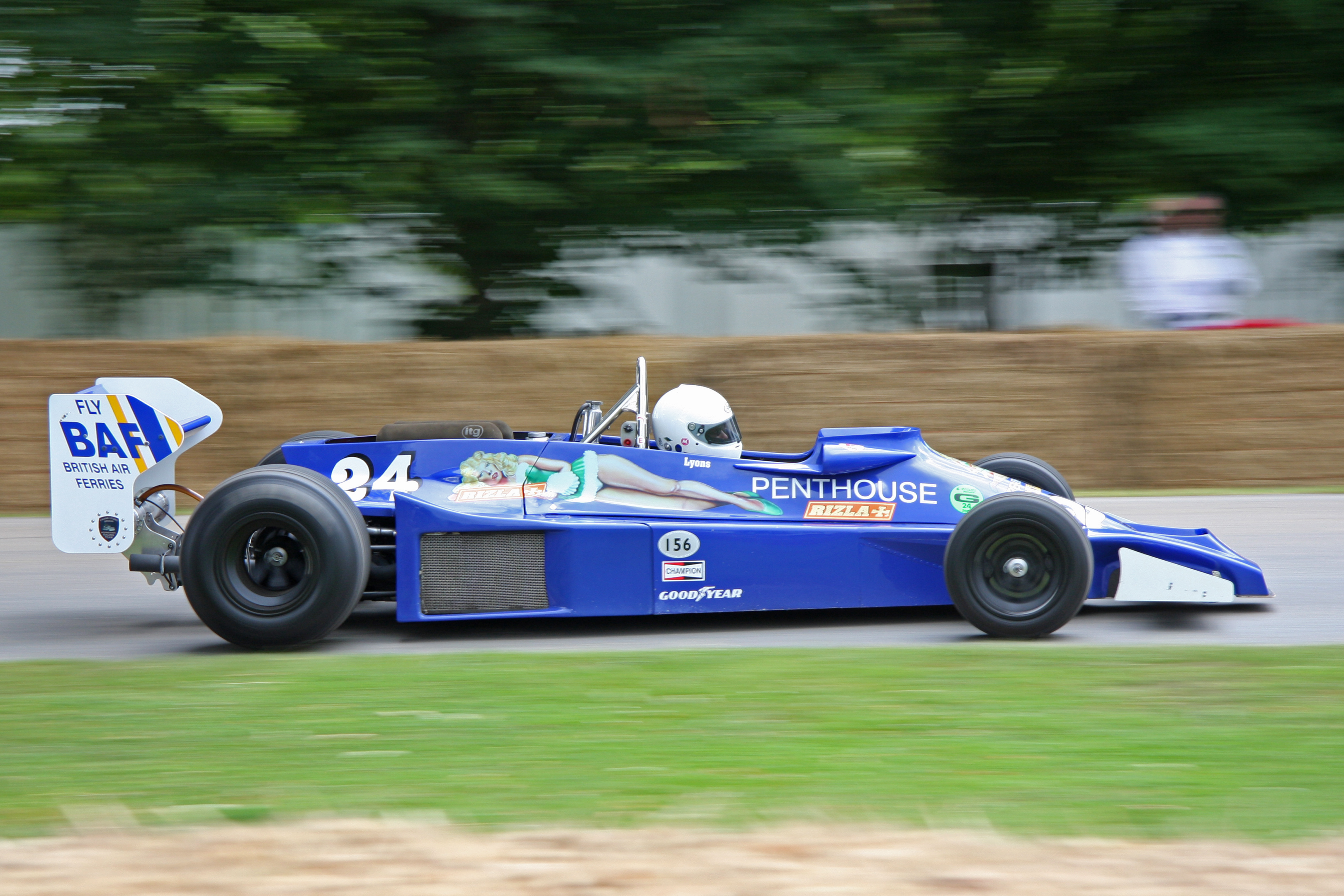
Un 308E en el Festival de la Velocidad de Goodwood 2008.

El Hesketh 308E fue un monoplaza de Fórmula 1 que fue creado por la escudería Hesketh para la temporada 1977. Fue diseñado por Frank Dernie y Nigel Stroud y era el último monoplaza que construyó la escudería antes de que el equipo terminara por desaparecer a finales de la temporada 1978 de Fórmula 1. El 308E era un diseño relativamente conservador, con un chasis de aluminio monocasco motorizado por un motor común Cosworth y una caja de cambios Hewland. Sin embargo el 308E ganó particular notoriedad debido a los patrocinadores del equipo como PentHouse o Rizla. Durante este año el piloto Rupert Keegan trataba de poder clasificarse en cada carrera, aunque el mejor resultado que consiguió fue un séptimo puesto en el Gran Premio de Austria de 1977. Para la temporada 1978 de Fórmula 1 el auspicio compañía Olympus, aunque los resultados eran peores incluso. Siguiendo al abandono de esta escudería de Fórmula 1, la vuelta del 308E se hizo presente en diversos pilotos en competiciones británicas.